# Геостратегия
Геостратегията (от гръцки: γεω, geo, „Земя“ и стратегия), подполе на геополитиката, е тип външна политика, направлявана принципно от географски фактори. 
Гари и Слоан посочват, че „[географията е] майка на стратегията“ .
Геостратегията отчита и другите главни неполитико-географски фактори влияещи върху, или можещи да въздействат съществено на, стратегическото планиране. 